# 1823 aux États-Unis
Pour des articles plus généraux, voir Chronologie des États-Unis et 1823.
Chronologie des États-Unis
- 1819
- 1820
- 1821
- 1822
- 1823
- 1824
- 1825
- 1826
- 1827

Cette page concerne des événements d'actualité qui se sont produits durant l'année 1823 du calendrier grégorien aux États-Unis.

## Gouvernement
- Président : James Monroe (Républicain-Démocrate)
- Vice-président : Daniel D. Tompkins (Républicain-Démocrate)
- Secrétaire d'État  : John Quincy Adams (Républicain-Démocrate)
- Chambre des représentants - Président : Philip Pendleton Barbour (Républicain-Démocrate) jusqu'au 4 mars puis Henry Clay (Républicain-Démocrate) à partir du 1er décembre

## Événements

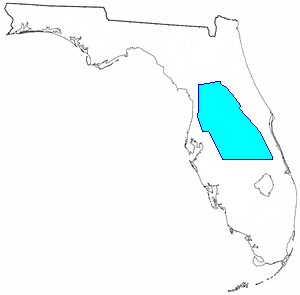
Le Traité de Moultrie Creek établit une réserve indienne pour les séminoles, au centre de la Floride.

- 8 septembre : Traité de Moultrie Creek :  les Séminoles sont contraints de se placer sous la protection des États-Unis et à renoncer à toutes prétentions sur les terres de Floride, en échange d'une réserve d'environ quatre millions d'acres (16000 km ²). En vertu de ce traité, le gouvernement des États-Unis a l'obligation de protéger les Séminoles tant qu'ils restent pacifiques et respectueux des lois. Les Séminoles doivent permettre la construction de routes à travers la réserve et appréhender tout esclave fugitif ou tout autre fugitif, et les remettre entre les mains des représentants de la justice des États-Unis[1].
- 2 décembre : Le président James Monroe, énonce devant le Congrès des États-Unis la politique nouvelle des États-Unis en Amérique, appelée depuis 1854 la « doctrine Monroe ». Elle considère l’Amérique latine comme une sphère d’influence des États-Unis et prône la non-intervention des puissances européennes dans les affaires du continent, leur opposition à la colonisation européenne et à toute tentative de déstabilisation dans l'hémisphère occidental.
- William Strickland construit l'église Saint-Étienne à Philadelphie, un des premiers édifices en style néogothique.

#### Articles généraux
- Histoire des États-Unis de 1776 à 1865
- Évolution territoriale des États-Unis